# (1905) Ambartsumian
(1905) Ambartsumian és l'asteroide número 1905. Fou descobert per l'astrònoma Tamara Mikhailovna Smirnova des de l'observatori de Nauchnyj el 14 de maig de 1972. La seva designació alternativa és 1972 JZ.